# ミカン下北
ミカン下北（ミカンしもきた）は、東京都世田谷区北沢地域（下北沢）にある商業施設。京王井の頭線の高架下も利用する形で、2022年3月30日に開業した。 

## 概要
井の頭線と交差する小田急小田原線の地下化工事に伴う再開発で、井の頭線が高架化されて生じたスペースを活用した施設である。下北沢駅と茶沢通りを結ぶ区画の新設道路上沿いに設けられており、片側の店舗が高架下となる。「ミカン」という名称には「常に未完」という含意があるとされる。
開業時点での入居店舗は約20店舗で外国料理の飲食店や古着店、雑貨店などで構成され、5つの地区に分けられている。延べ床面積は約5300平方メートルである。世田谷区立図書館のカウンターやコワーキングスペースも設置されている。当初企画された店舗や施設が全面オープンしたのは2022年7月28日となった。